# 中國電視大廈
中國電視大廈是中國電視公司（中視）第二代總部暨第一代獨棟總部，簡稱中視大樓，1986年7月竣工，1987年2月2日啟用，在中視搬離後成為原住民族電視台（原視）、原住民族文化事業基金會（原文會）與時藝多媒體等公司總部所在的商業辦公大樓，位於台灣台北市南港區重陽路120號。

## 歷史
1980年代，台灣電視節目蓬勃發展，老三台競爭愈趨激烈；中視在廣播電視大廈（中視第一代總部所在地）內的製作空間已經不敷使用，既不適合製作大型節目，更難以應付每年製作量高達兩千五百小時的節目錄製之需求。因此，中視決定招標興建自己專屬的空間，投資總額將近新台幣11億元，此空間就是中國電視大廈。

「中國電視公司南港電視中心新建工程」比例模型，比例為兩百分之一。左為中國電視大廈，中為重陽公園，右為南港攝影棚（現已被拆除改建為中視第二大樓）。

1980年，中視在台北市南港區購地5600坪，作為中國電視大廈與中視南港攝影棚建築用地。1981年9月2日，中視南港攝影棚動土奠基。1983年3月5日，中國電視大廈第二期工程簽約儀式，得標者「華升營造有限公司」（2003年與「上大營造事業股份有限公司」合併為「華升上大營造事業股份有限公司」）負責興建中國電視大廈。1983年3月14日10:00，中視舉行中國電視大廈破土奠基典禮，中視董事長楚崧秋、中國國民黨秘書長蔣彥士與中國國民黨中央文化工作會主任周應龍共同主持破土。 1983年12月，南港攝影棚落成啟用，第一個錄製的節目是該年年底播出的蕭孋珠電視專輯《蕭孋珠專輯》。1984年1月13日，南港攝影棚補行啟用典禮。1986年7月，中國電視大廈全部營建工程宣告完成，工作人員隨即展開機器安裝及搬遷工程，在三個月內完成全部裝機測試作業。1986年9月9日，中視各單位搬遷至中國電視大廈；農曆九月初九為重陽節，中國電視大廈前之新開馬路遂定名為「重陽路」，中國電視大廈門牌號碼為台北市南港區重陽路120號。 1986年10月12日夜間收播之後，中視員工隨即由廣播電視大廈搬來部分必要之播出用設備，完成中國電視大廈主控室播出作業所必需之完整系統。1986年10月13日，中視正式在中國電視大廈播出各節目。中視是第一家在南港區設置總部的電視台。 
1987年2月2日（大年初五）16:00～18:00，中視舉行中國電視大廈落成茶會，中國國民黨中央文化工作會主任宋楚瑜、中視董事長楚崧秋與中視總經理鍾湖濱共同主持落成茶會，中華民國總統府資政謝東閔按鈕啟用佔地2918坪、建築面積1650坪、總樓地板面積12013坪的中國電視大廈；從此以後，中視才有自己專用的空間，不必再負擔租金，就可以創造更多的盈餘。
1993年11月1日晚上，中視接獲一通匿名男子電話宣稱「中視大樓有炸彈，請撤離」，中視值日人員趙嘉蘭立即通知中視安全衛生室主任郭長榮聯絡台北市政府警察局南港分局；南港分局警員至中視進行安全搜索，並於21:45撤離正在中視大樓第一攝影棚參觀綜藝節目《歡樂傳真》錄影的現場觀眾，至22:20搜索完畢，未發生爆炸事件，中視公關組組長洪虎調查結果為虛驚一場。
1997年11月18日，台北市政府都市發展局第二科科長李得全說，中視大樓坐落住宅區，長期以來一直作為辦公大樓及媒體製作中心使用，不符合住宅區原定的土地使用分區，而鄰近地區僅有一處規模很小的鄰里公園，因此該局「南港區都市計畫通盤檢討」結果認為有必要在該區提供更多的公園，將重陽路以南、興南街以北、重陽路18巷西側住宅區以西的0.7公頃住宅區土地變更為公園用地，完全是專業考量，並未夾雜政黨或政治因素，台北市政府一旦決定在該處開闢公園就有權徵收土地，而中視大樓內的設施可採取「以地易地」方式遷往規劃中的媒體科學園區；同日，中視總經理江奉琪說，中視不能接受台北市政府泛政治化的作法，中視當然會向台北市政府提出異議。
1997年12月4日，中國國民黨4位台北市議員林慶隆、陳芬、謝英美、李金璋在台北市議會質詢時批評，台北市政府都市發展局規劃將中視大樓所在地變更為鄰里公園用地，是假都市計畫變更之名行政治鬥爭之實；台北市政府都市發展局局長張景森回應，這是基於都市計畫通盤檢討的結果，沒有政黨或政治考量；台北市都市計畫委員會執行秘書謝牧州回應，中視已向該會提出異議。 1997年12月11日，台北市都市計畫委員會收到中視陳情書，中視陳情書列舉十大理由駁斥台北市政府說詞。陳情書指出，中視大樓於1982年取得建築執照、1986年取得使用執照，且有辦理營利事業登記，完全合法；至於台北市政府所謂的「違規使用」，在信賴保護原則下，1983年台北市政府發布的《臺北市土地使用分區管制規則》無由約束1982年取得建築執照的中視大樓；中視大樓的機器設備初估總值新台幣30億元，土地建物初估總值新台幣21億元，搬遷費初估總價新台幣三億元，台北市政府徵收所需的土地建物及搬遷費總值至少新台幣24億元，台北市政府卻捨棄可建公園的公有低廉土地不用，不但違反行政法規，也違反南港區都市計畫通盤檢討說明書所稱「原公告住宅區以維持住宅使用為原則」；中視大樓西側正在整建的中視第二大樓即將完工，拆遷中視大樓將造成中視兩大樓營運阻隔，台北市政府的作法不顧中視員工、股東及觀眾的權益；中視大樓周邊都是工業區，住戶少，中視大樓附近的國民小學也已提供綠地，少有公園使用需求。
2001年6月13日，中視與超級電視台（超視）簽約組成策略聯盟；超視總部將在同年7月1日遷至中視大樓四樓，擁有485坪的辦公室，且與中視共享工程硬體設備。
2001年9月，納莉颱風侵襲北台灣，帶來了達到「四百年防洪頻率」（也就是平均每四百年才會發生一次）的洪水；中視大樓的一樓與地下樓遭洪水侵襲，一樓大廳被洪水淹沒了一大半，地下樓的停車場、新聞企劃室與新聞資料片庫被洪水全部淹沒，新聞資料片庫內保存的不少新聞錄影帶（資料帶）也遭洪水沖毀。中視緊急將搶救出來的發射設備搬到台北市忠孝西路一段崇聖大樓19樓中視北部新聞中心（現為東森財經新聞台總部），作為中視各節新聞的臨時錄影地點；並以魏少聰先生自行研發出來的洗帶方式（先僱用運水車沖洗大批錄影帶外部，再將錄影帶逐捲放入大桶蒸餾水中搖晃，取出後用毛巾包裹放入脫水機脫水，脫水後以棉布擦乾錄影帶，最後人工整帶），復原了一部份的資料帶，讓日本Sony原廠的專業技師都極為讚嘆。2001年9月25日，中視綜藝節目《歡喜玉玲龍》成為納莉颱風過後第一個恢復在中視大樓錄影的節目。 現在中視播過的舊節目，有些是當時搶救成功的。
2001年9月18日，因納莉颱風而斷訊的宏觀衛視與超視分別在11:00與15:00復播。 2001年9月19日11:00，中視總經理江奉琪在中視臨時主管會議中說，納莉颱風所生損失金額初步估計約為新台幣三千萬元；但由於中視大樓與中視第二大樓各有事先投保水險新台幣五千萬元，中視的設備也皆有投保機器險，因此雖然淹水情況嚴重，整體損失在員工搶救下已降到最低。 2005年5月10日，對於《民生報》讀者建議中視擇期重播綜藝節目《黃金拍檔》，中視回覆：「由於5年前中視大樓因納莉颱風來襲嚴重淹水，導致包括《黃金拍檔》在內的許多節目母帶脫磁受損，因此無法全面性重播《黃金拍檔》，在此向讀者致歉。」

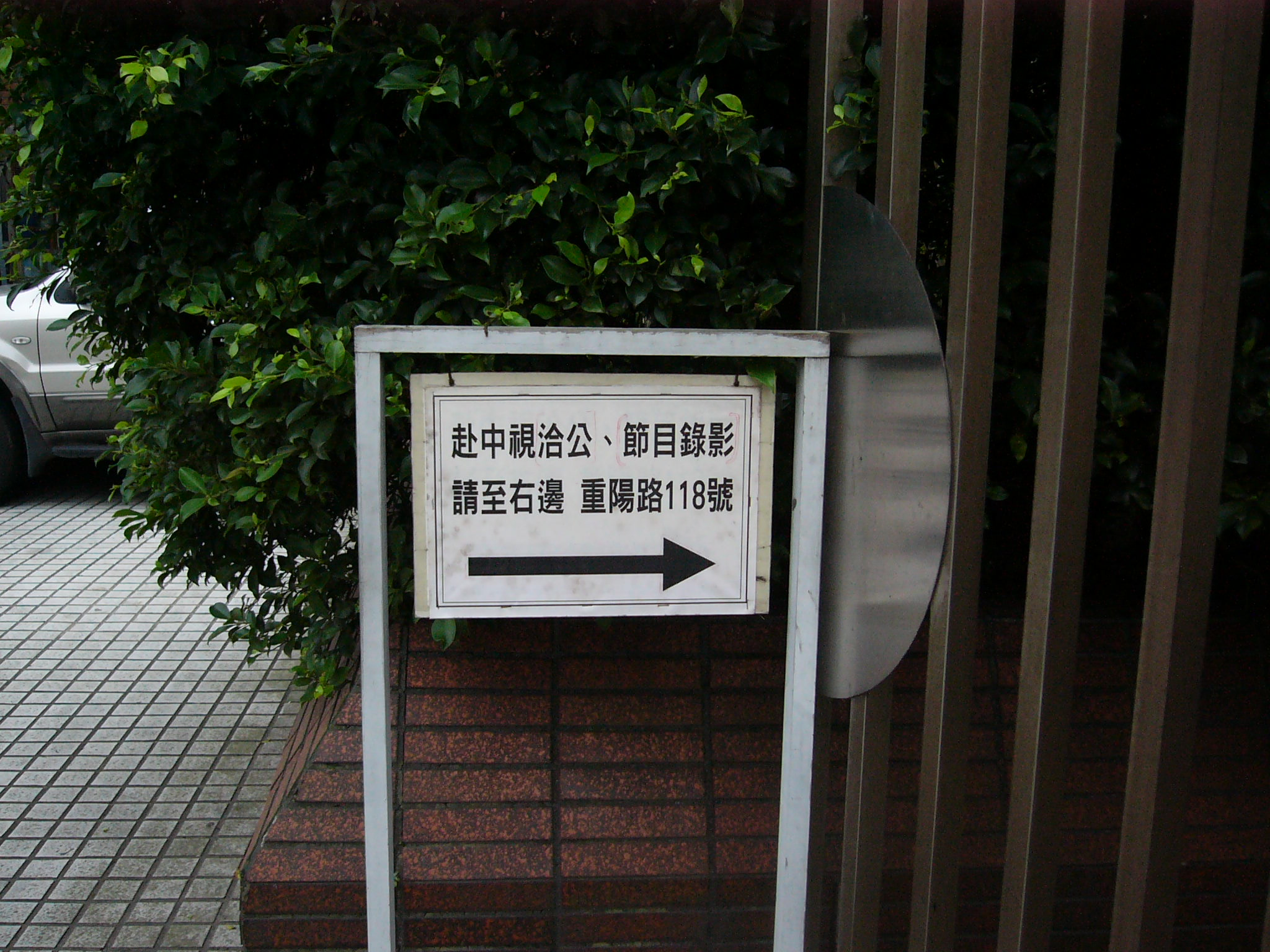
中視總部已從中視大樓搬至中視第二大樓。圖為中視大樓廣場圍牆右大門內的告示牌。
拍攝於2010年4月26日

2004年，由於中視轉投資的博達科技、皇統光碟科技等公司陸續爆發掏空案（詳見「博達科技掏空案」條目），中視連帶受到衝擊。 2004年11月15日，證券投資人及期貨交易人保護中心（投保中心）決定代表博達科技投資人，向博達科技的董事、監事、簽證會計師等19名對象求償，並聲請假扣押資產；投保中心以「投資人損失新台幣六億三千餘萬元」、「防止中視脫產」為由向士林地方法院聲請假扣押中視大樓與中視第二大樓，獲准。
2004年11月15日下午，投保中心與士林地方法院法官假扣押中視大樓與中視第二大樓，禁止產權移轉；假扣押後，中視立即召開常務董事會，成立危機因應小組，決定向士林地方法院聲請命債權人限時起訴及撤銷假扣押，以維護中視權益。
2004年11月16日上午，中國國民黨發言人張榮恭說，士林地方法院假扣押中視兩棟大樓，明顯是過度扣押，因為投保中心求償新台幣六億元，中視兩棟大樓總值新台幣25億元以上，其實只要扣押一棟即已足；張榮恭說，士林地方法院應該說清楚「這種處理在博達案中究竟是個案還是通案」，投保中心總經理為民主進步黨大老吳乃仁之妻詹彩虹，投保中心應保護的對象是全體投資人，中視也有廣大投資人，投保中心不能為了保護博達科技投資人而不公平地處理中視的事；張榮恭諷刺，任何有關中國國民黨黨產爭議的事情都應該依法處理，請民主進步黨按照法律程序進行並且證明是「非法黨產」，法治國家的執政黨不應以政治宣傳手段達成選舉目的；民主進步黨副秘書長李應元則說，該案與陳水扁政府無關，請中國國民黨不要將個案泛政治化。 同日，投保中心董事長朱兆詮表示，假扣押的動作絕無政治考量；同日，投保中心發布聲明稿宣稱，中視在11月2日宣布以兩棟大樓質押借款新台幣十六億五千萬元，引發脫產疑慮，才會緊急將中視納入假扣押範圍，在11月16日取得士林地方法院裁決後才赴中視執行假扣押，但只對不動產產權進行保全，絕對會考量中視投資人的權益，中視仍可繼續正常營運。同日，永然聯合法律事務所所長李永然說，中視大樓遭假扣押的案子在國內造成震撼，但是公司董監事的責任類型是「過失責任」而非「保證責任」，一般不必就公司舞弊案所造成的投資人損失負責；李永然說，雖然《證券投資人及期貨交易人保護法》授權投保中心無須提供擔保金即可聲請假扣押，但是財產權屬《中華民國憲法》保障範圍，《強制執行法》也規定扣押應符合比例原則，投保中心不能打著「保護投資人」的旗號大肆扣押他人財產，否則投保中心即侵害其他投資人權益，須負擔假扣押所生損害的損害賠償責任。 同日，中視副總經理陳車在台灣證券交易所召開重大訊息說明會時強調，中視拿大樓去抵押，純粹是因為承租中視第二大樓與設備的大愛電視將搬離中視第二大樓，中視必須將新台幣11億元押金退還大愛電視，中視董事會早已通過質押借款的決議，只是執行的時間點恰巧引發聯想，絕無意圖脫產。 中視隨即以「遭假扣押的兩棟大樓價值遠高於新台幣六億餘元」、「應由19名債務人共同負責」等理由，向台灣高等法院提出抗告。
2004年11月22日上午，中視向投保中心提出正式書面申請，希望以替代方案換回中視大樓與中視第二大樓的財產處分權；2004年11月24日，投保中心表示，已請中視提出確切的替代擔保品內容，未來2日內將召開諮詢會議，請學者專家等公正第三人參與，評估中視賠償責任、可能賠償金額及後續處理方式，不排除在一個月內召開臨時董事會解除中視大樓與中視第二大樓的假扣押。 最後，中視向法院提存新台幣1.2億元，才免除假扣押。
2005年1月4日，台灣高等法院以投保中心「未釋明」為由，判決廢棄士林地方法院的假扣押中視兩棟大樓的處分，發回士林地方法院更為裁定；投保中心表示，一切尊重司法判決；陳車表示，中視目前淨值還有新台幣30多億元，沒必要脫產。台灣高等法院本次判決廢棄假扣押處分之理由有二：㈠投保中心聲請假扣押時，未釋明請求與保全程序的原因；㈡《證券投資人及期貨交易人保護法》並未規定投保中心聲請假扣押時不須提供擔保，自應適用《民事訴訟法》規定，提供擔保後才得補所欠缺的釋明。 2005年3月6日，律師陳明暉（明暉法律事務所所長）評：「以中視公司而言，中視公司雖係博達公司股東並擔任博達公司監察人，投保中心縱認為『博達公司所有董事、監察人甚至於會計師均未善盡善良管理人責任，故應與博達公司對投資大眾負連帶賠償責任』，但中視公司是否有投保中心所稱『日後不能強制執行』或『甚難執行之虞』情形存在而須假扣押，仍有斟酌餘地。蓋中視公司係上市公司，資本額達36.4億元，更是國內四家無線電視台之一；而投保中心聲請假扣押主張之金額僅為6.3億元，中視公司之資產遠大於投保中心主張債權，以中視公司現今之地位，實無可能有脫產行為；投保中心稱其有脫產之動機，實難令人贊同。尤其投保中心選擇在立委選舉前作此一大動作，更讓人有『政治介入運作』之聯想；則投保中心是否全係為投資大眾之權益而為假扣押，令人質疑。……中視公司並無脫產之必要，而投保中心亦無法證明中視公司有符合假扣押之要件；是投保中心聲請對中視公司之財產進行假扣押，顯然草率而失當。」
2007年3月28日，中視召開董事會，通過將規劃處理不動產以改善財務結構，經營團隊將提出中視大樓與中視第二大樓的搬遷使用計畫並呈報下次董事會核定。2008年1月25日《中視新聞全球報導》收播後，中視新聞部搬至台北市內湖區民權東路時報廣場大樓（中天電視及《時報周刊》總部所在地），與中天電視新聞部資源共享；中視節目部則搬至中視第二大樓，與中天電視節目部資源共享；中視大樓半淨空。
2009年10月30日，中視在中視大樓舉行40週年台慶茶會，旺旺中時媒體集團董事長蔡衍明當場宣布中視將重返中視大樓計畫，預計將中視大樓大改造；中視新聞主播沈春華也當場宣布，中視將於2009年11月開始實施為期八個月的中視大樓改建計畫。中視大樓改建計畫僅停滯於規劃階段而沒有任何進展，最終中止，但因此完整保留中視大樓原貌。
2013年12月25日13:00，中視新聞部在中視大樓一樓大廳舉行「中視主播與你溫馨過耶誕」，是中視大樓半淨空後少見的開放活動。
2014年1月1日，原住民族電視台（原視）改由原住民族文化事業基金會（原文會）經營，原視與原文會總部遷入中視大樓五樓。
2015年2月2日，中視舉辦與三立電視聯播的綜藝節目《綜藝玩很大》開播記者會，主持人吳宗憲在《我猜我猜我猜猜猜》停播三年後重返中視，吳宗憲自我調侃：「只有中視有讓我回來的感覺，當年發生好多事。像是當年中視淹大水，我邊掉淚、邊幫忙搶救珍貴的資料帶；當年與詹仁雄、陳孝萱的『宗孝仁愛』三角戀也是在這裡。」
2015年4月5日，台灣數位光訊科技集團冠軍電視台談話性綜藝節目《網路溫度計》在中視大樓第一攝影棚首錄，主持人黃子佼說，以前他進中視一棚休息室都是跟張菲打招呼，張菲主持中視綜藝節目《歡樂一百點》與《綜藝大哥大》都用此休息室；如今他名正言順坐在此休息室，感慨萬千。

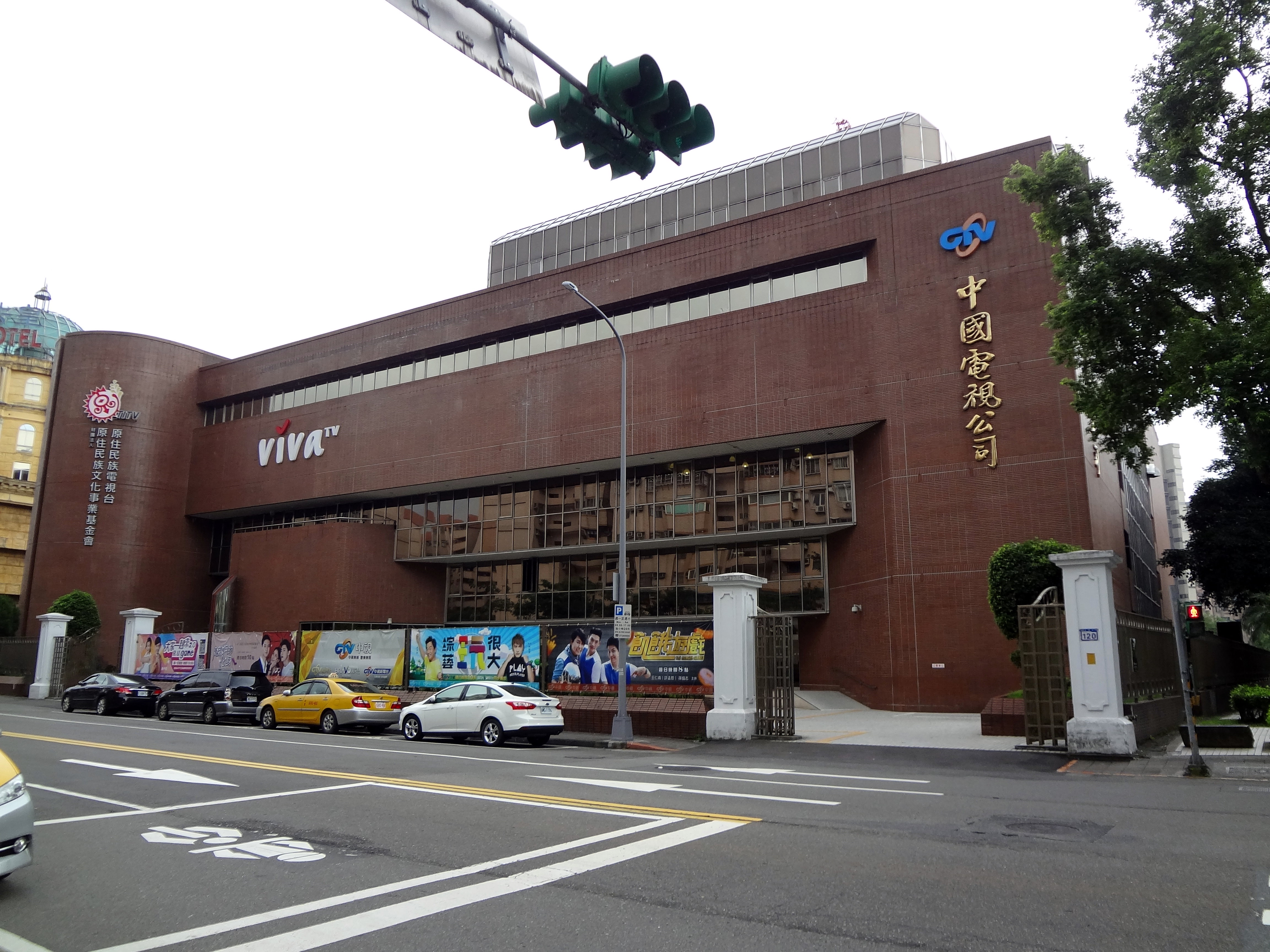
ViVa TV總部遷入中視大樓

2015年7月5日，台灣第一個農業專業電視頻道農視開播，標榜得到行政院農業委員會的支持，總部置於中視大樓內。同年，ViVa TV總部遷入中視大樓六樓。
2019年10月25日，中視綜藝節目《飢餓遊戲》主持人王仁甫透露，以前他上通告最想去中視大樓地下一樓餐廳，「那時候覺得當中視的員工很幸福，現在自己成為中視一分子」。
2019年10月31日，中視在中視大樓一樓大廳及前方廣場舉行50週年台慶茶會及園遊會。

## 結構
原始規劃
中視大樓的基地位於南港路與重陽路之間，呈南北走向。籌建時，四個方向的地界線皆不平行，地形東凸西凹，東南、西南各側毗鄰當時現有公寓群或廢棄廠房，西北側有公園預定地，北側面向基隆河，河岸為當時禁止建築之農業區。取得中視大樓設計權的建築師丁達民將中視大樓規劃為四大區塊：⑴六個電視攝影棚及製播控制系統、⑵佈景製存空間、⑶行政管理中心、⑷電視參觀帶。基地南側設置以電視攝影棚為主的製播中心，重機械等的運輸劃歸其後門處理。基地北側設置以行政管理中心為主的辦公、接待、服務等設施。基地南側與基地北側以七層樓高的中庭作為緩衝區。中央通道兩側設置六個攝影棚，六個攝影棚各有三層樓高、四層樓高、五層樓高等不同高度的挑空，其長、寬、高之比例也各不相同，以適應錄影、錄音、燈光架空間及回音等因素。佈景製存空間的面積是攝影棚的三倍大，往地下發展，在中央通道正下方兩側各設置兩部大升降機，負責對外運輸與各攝影棚佈景拆除及搭建。中央通道北端設置行政管理中心，面向基隆河，距離20公尺就是重陽路。一樓設置新聞部，二樓設置工程部，三樓設置節目部，五樓設置行政室。完全獨立的四樓，淨面積大約900坪，參考NHK放送中心的NHK攝影棚公園與韓國放送公社（KBS）總部的電視參觀帶，設置中國電視城。基地北側廣場的東西兩端設置四樓專屬出入口。四樓設置一個綜藝棚與兩個戲劇棚的參觀窗，開放觀眾參觀節目錄影實況且不致干擾錄影。外牆使用二丁掛瓷磚與玻璃帷幕。攝影棚內與控制部門室內使用鑽泥板、玻璃纖維、穿孔石膏板、浮動地板等斷音/吸音建材。「巨鼎結構技師事務所」負責結構工程，中興電工負責水電與空調工程。
啟用時情形
中視大樓中庭採用中國傳統建築中的天井設計，仰望即可看到天空景象。中庭大柱上掛著一個以仿銅材質繩索打成的梅花結，它是中視的精神標誌，造價新台幣47萬元：梅花是中華民國的國花，五花瓣象徵五權憲法，繩索兩端的三穗象徵三民主義。中庭有樓梯通往地下一樓，地下一樓大多是員工福利設施：餐廳、美容室、醫護室、商店。一進中視大樓，大門左手邊是業務部。二樓三大單位是新聞部、主控室、副控室，而新聞部橫跨二樓、一樓、地下一樓。新聞部從廣播電視大廈遷入中視大樓的日期是隨著貓九山轉播站完工時間而定的，工程部的一部份員工要配合新聞部工作，所以他們是最後遷入中視大樓的單位。二樓、一樓、地下一樓之間有新聞部專用樓梯，方便跑新聞。新聞部一樓辦公室分為片庫、資料室、公共電視節目製播組新聞雜誌節目《新聞眼》製作小組、中視體育新聞節目《大運動場》製作小組。中視新聞雜誌節目《九十分鐘》製作小組在新聞部地下一樓辦公室。
中視大樓三樓屬於節目部。走出三樓電梯後，左邊第一間辦公室是管理組，管理組隔壁是電影組，再隔壁是編審組、企劃組、經理室、副理室、導播組。管理組設有監看室，每晚設有一位職員專職監看各家電視台節目並將監看心得寫成書面報告，在隔日早上將書面報告放在節目部經理的辦公桌上，節目部經理據此交待節目部轉達各節目製作單位改進節目缺失。電影組整理各類影集，配上中文字幕，部分影集加配國語配音。編審組整理存放行政院新聞局審查通過的歌詞曲目。三樓後棟中間有電影組的好幾間剪接室，往內走是導播組的音效室，再往內走是美術組。五樓有圖書室、行政室、人事室、專員室、會計室、研考室、中文打字間，全以透明玻璃隔間的是圖書室。五樓後棟在各大攝影棚之上的位置，有兩間大會議室。走出會計室就是研考室，研考室內有禮堂、簡報室與玻璃隔間的電腦室。從六樓陽台仰望七樓，七樓兩邊分別是董事長、總經理等首長的辦公室，其間設有貴賓室。公共關係室與工程部在六樓。走出六樓電梯後，梅花結對面是公共關係室，分為宣傳組與服務組。
中視大樓啟用時設有六個攝影棚，以及相關的副控室、主控室、錄影室、剪接過帶室、微波室、重電冷氣室等主要工程設施。這六個攝影棚的編號、大小及用途是：⑴綜藝棚，面積220坪，棚高17.6公尺；⑵新聞專用棚，面積70坪，棚高10.6公尺；⑶戲劇棚，面積180坪，棚高17.6公尺；⑷社教棚，面積70坪，棚高10.6公尺；⑸戲劇棚，面積180坪，棚高17.6公尺；⑹綜藝棚，面積150坪，棚高14.1公尺。這六個攝影棚位在中視大樓一樓。中視大樓內共設有兩個錄影室、四個剪接過帶室及兩個後期製作中心。第一錄影室錄製第1至3棚之錄影節目，第二錄影室錄製第4至6棚之錄影節目，各錄影機均由副導播在副控室遙控操作。 這六個攝影棚各有雙層牆、雙層門、雙層地與雙層絕緣天花板，以橡皮達成隔音效果。全自動電腦控制的攝影機調整，用電腦記憶各個不同場景的燭光色度，設有顯示器顯示調整後的結果，且設有故障顯示器顯示哪個部位故障。副控室採用活動高架地板，表層貼有耐高溫的防火鋁合金建材，用吸盤吸起地板即可變更設備佈線。主控室的全部機架、控制桌等都是中視工程部副控組配合設計而成的，依不同機器安裝而設計後到外面訂做。成音控制室有32路混音控制器等當時台灣少見的設備。
主控室標準時鐘
2008年1月26日以前，中視無線台會在每整點播放整點報時音效（每逢整點前三秒內，一秒一短聲低音「Do」；1990年代以前每逢整點後一秒內一長聲高音「Do」，1990年代以後每逢整點後三秒內一長聲高音「Do」），是使用中視自行研製的標準時鐘所附的標準報時信號；這個標準時鐘是中視大樓主控室設備之一，精確度高達千分之一秒，於每小時整點自動報時一次，供主控室播出節目時使用；並以特別設計之「PISO」線路分送中視大樓各作業場所及各樓主管辦公室、會議室等，作為中視大樓作息時間的統一標準。
1999年10月中，中視大樓主控室標準時鐘系統汰舊換新，主控室工程師自行施工完成啟用全套衛星自動校正主控標準時鐘系統（GPS Master Clock），以其自動對時功能因應無線數位電視開播後對時序同步之準確性的需求。
員工福利設施
中視大樓員工福利設施之重要者，依1992年6月資料，略述如下：中餐廳每日供應自助餐與快餐，晚間增加客飯及酒席服務與晚班員工宵夜。自助餐每份定價新台幣50元，每日一餐中視補助員工新台幣30元、員工自付新台幣20元，刷卡自動記帳。咖啡室提供員工招待親友、接待來賓、商談業務及休憩用餐之場所。消費供應部是開架式商店，曾於1991年獲得臺閩地區勞工保險局轉頒行政院勞工委員會「績優職工福利社獎」。健身房佔地一百餘坪，內有舞蹈教室、更衣室與多種健身器材，更衣室內有淋浴設備。男士理髮室與女士美容院，約聘專業美容師服務員工。門診醫療所是員工診所，每週一至週六均有合格的各科知名醫師駐診，另置護士2人。四樓設置KTV視聽中心，五樓設置圖書閱覽室。

## 外觀與周邊設施

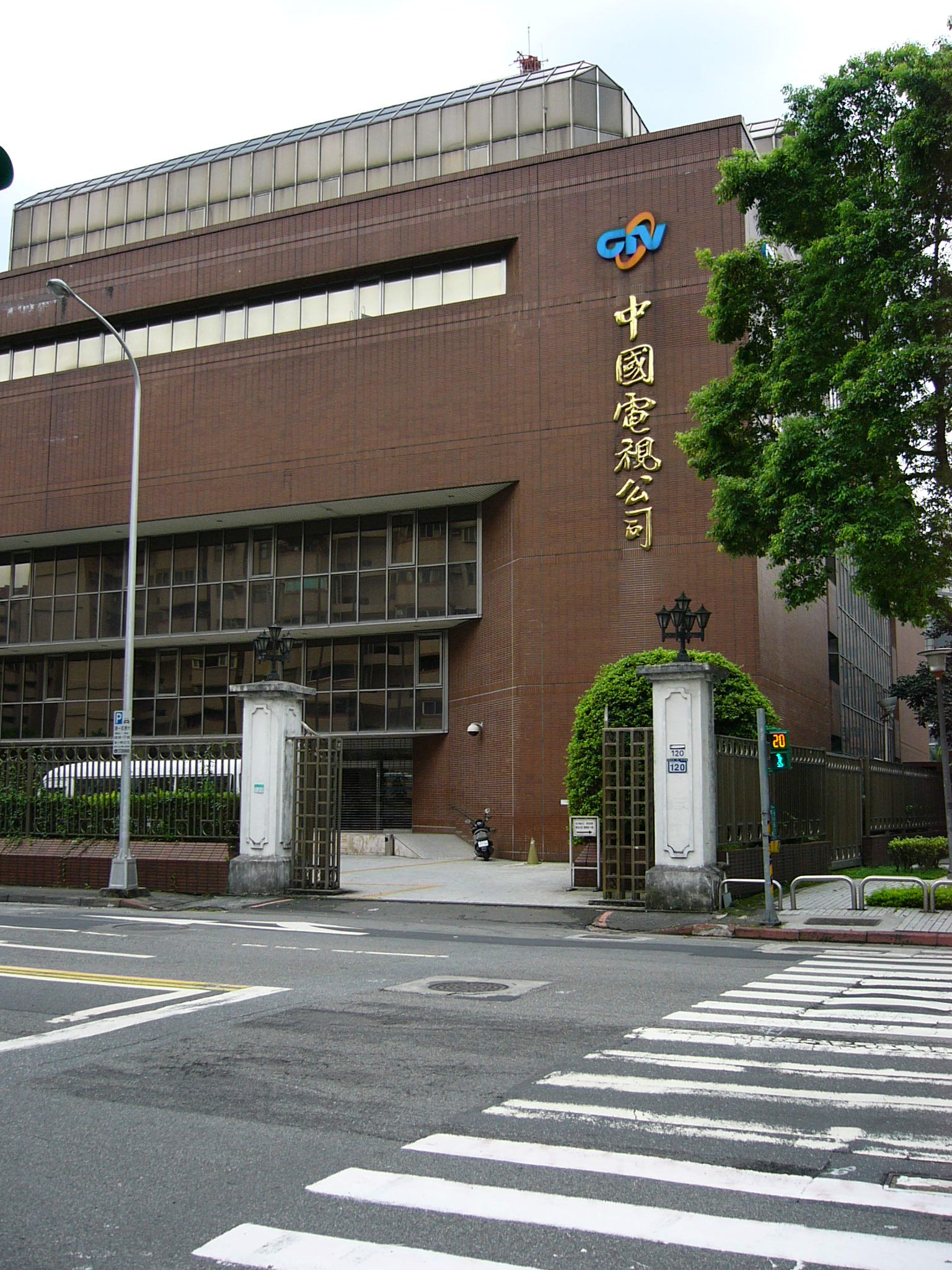
中視大樓廣場圍牆右大門 拍攝於2010年6月23日
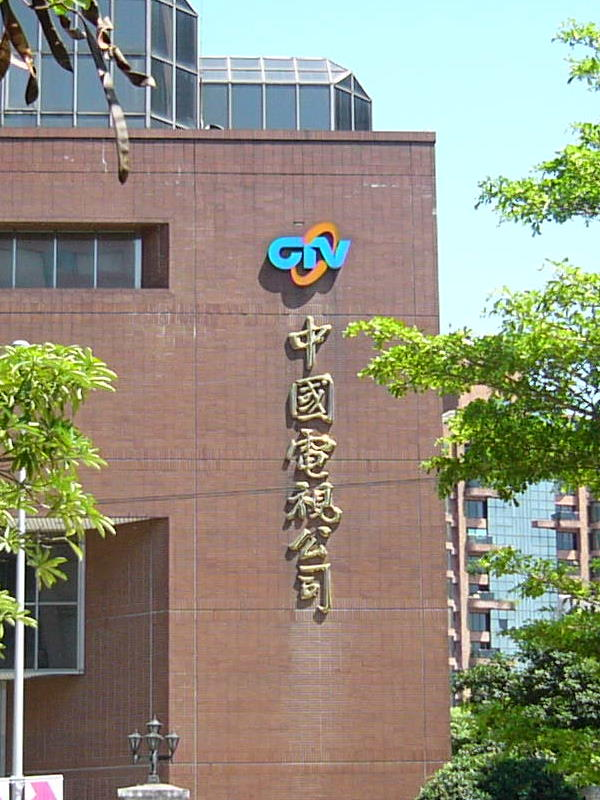
中視大樓正面外牆上的中視第四代商標 拍攝於2010年5月31日
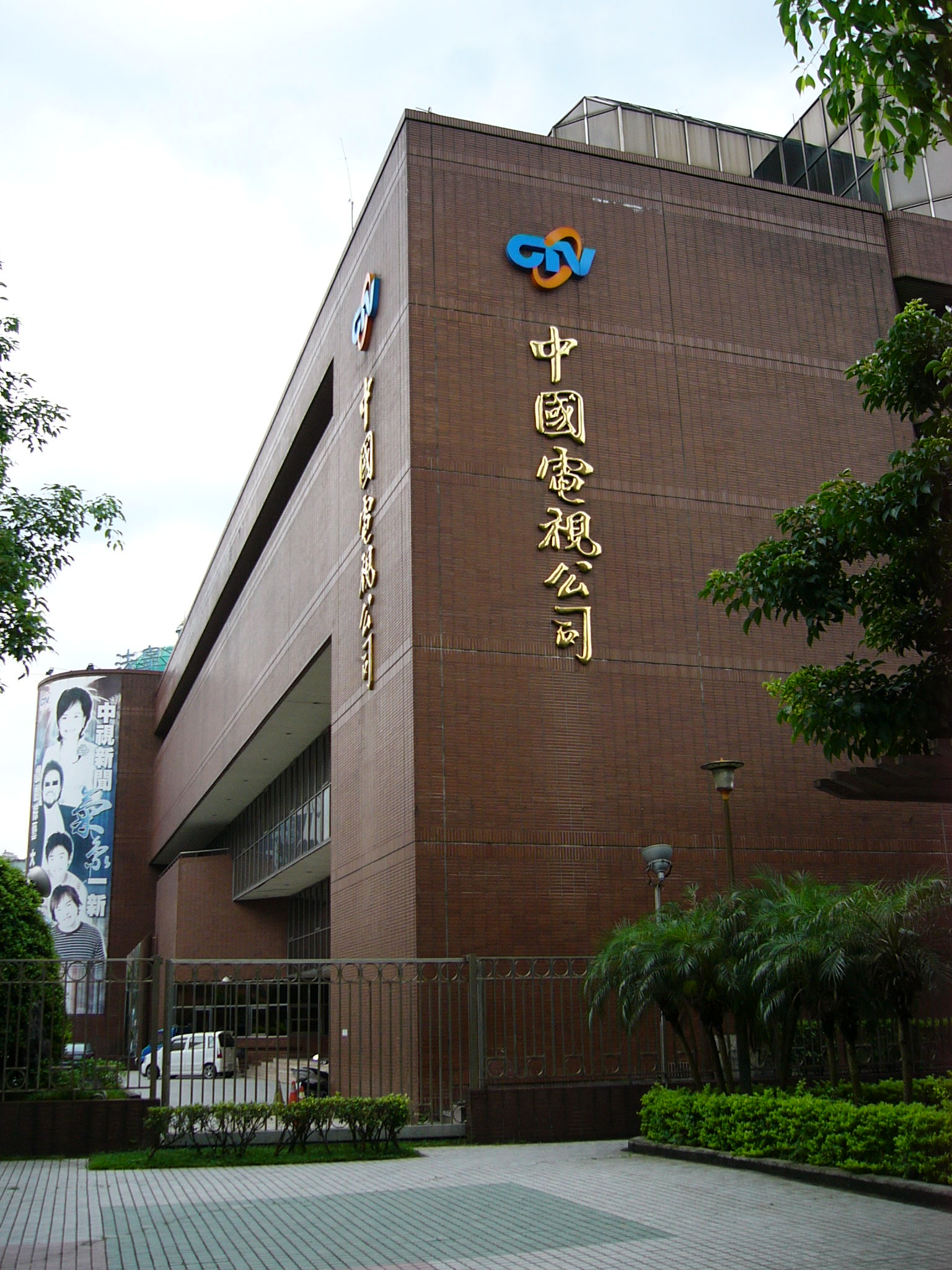
中視大樓正面及右側外牆上的中視第四代商標 拍攝於2010年6月23日
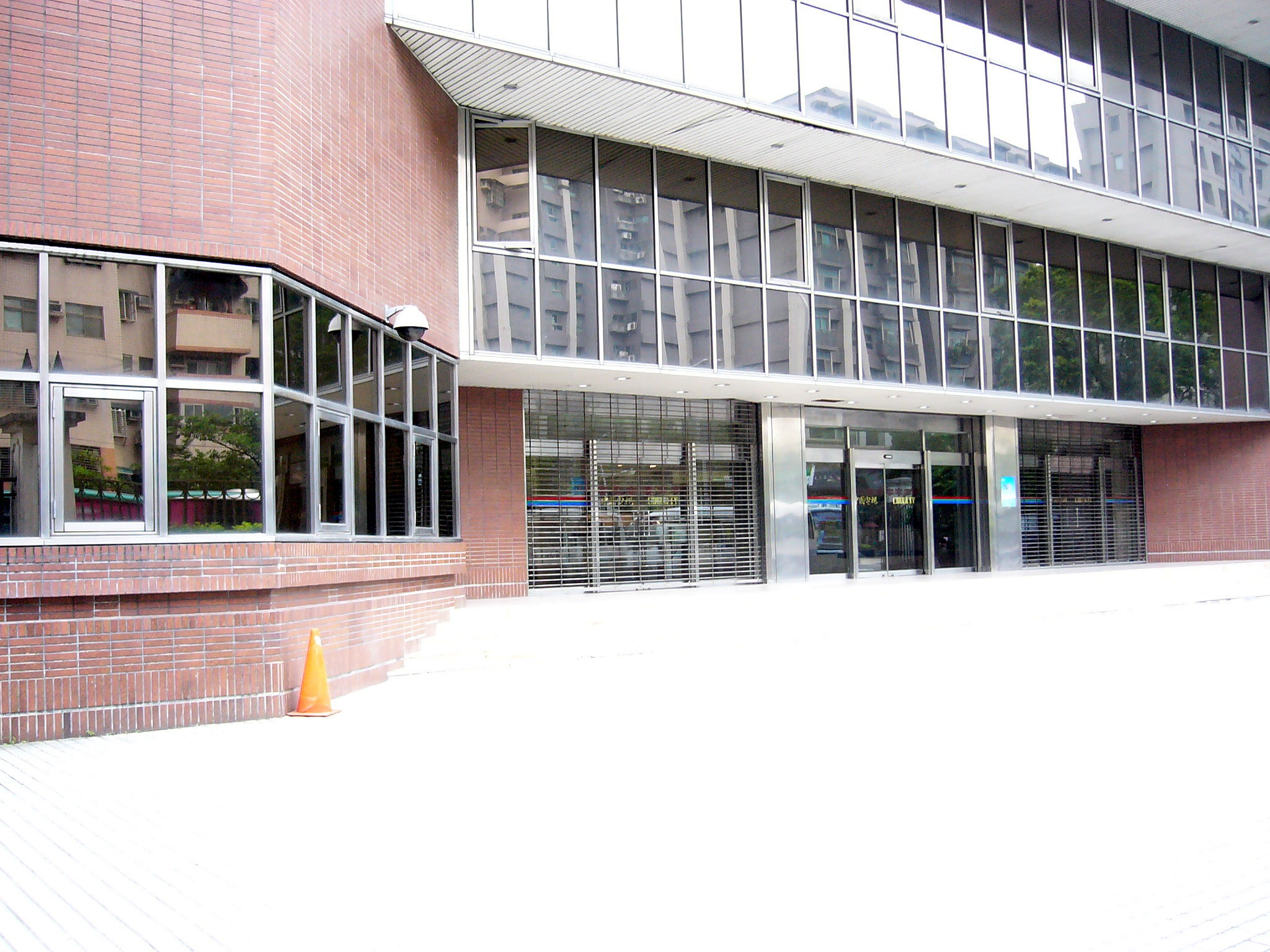
中視大樓大門 拍攝於2010年4月26日
中視大樓大門分為三道玻璃門：左門與右門是手推門，中門是自動門；平時只開放中門 拍攝於2015年8月15日
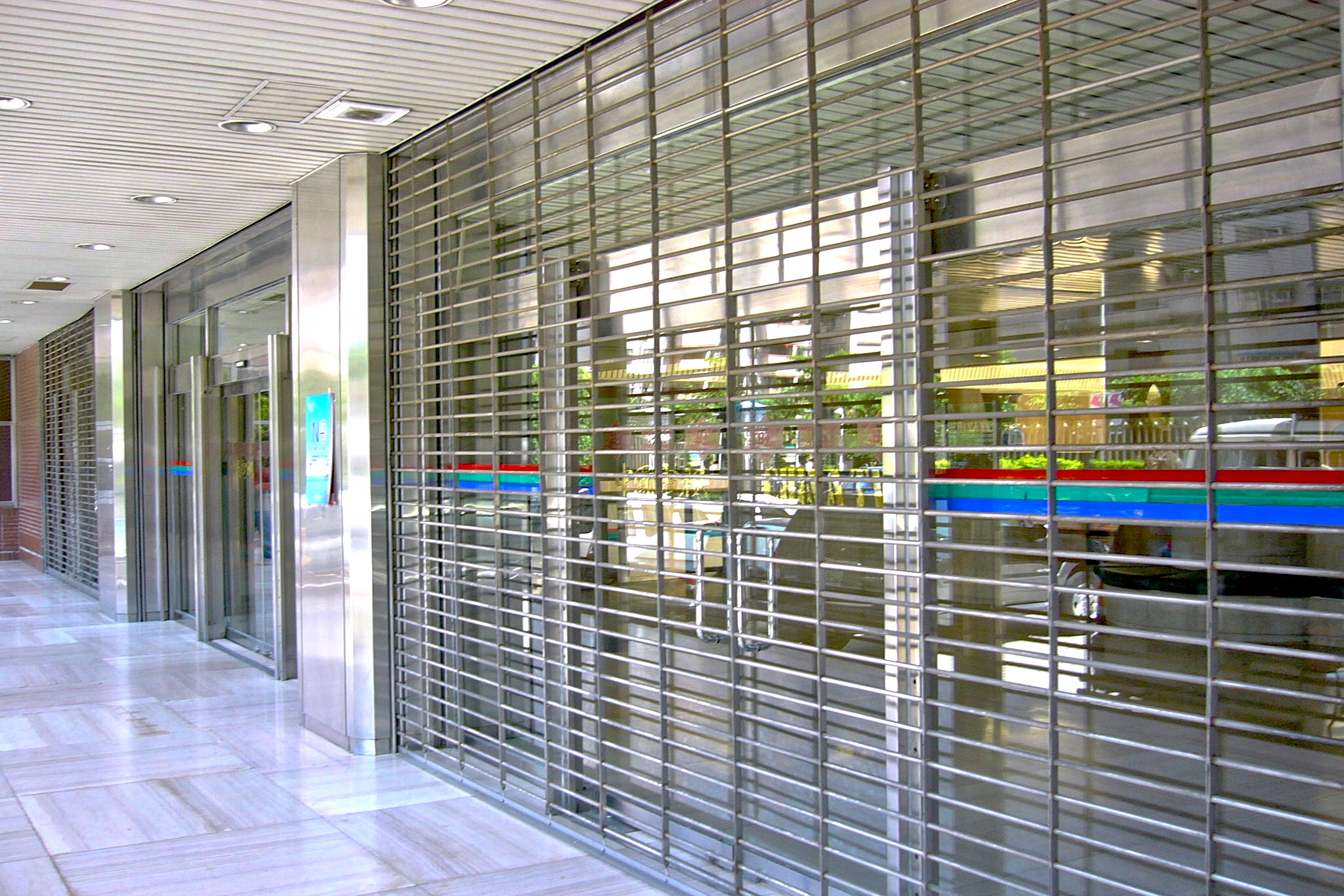
中視大樓大門近照 拍攝於2010年5月31日
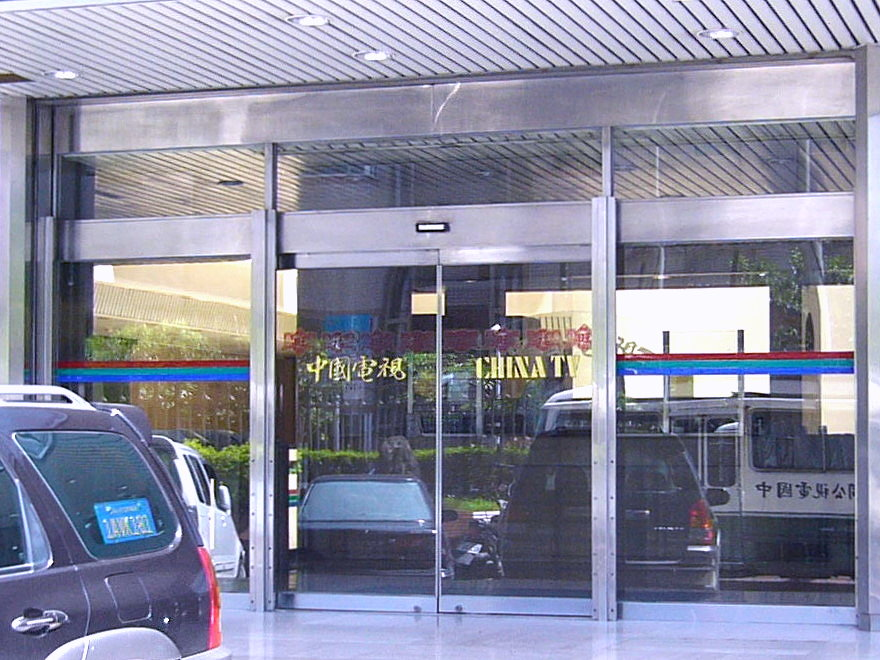
中視大樓自動門 拍攝於2010年5月31日
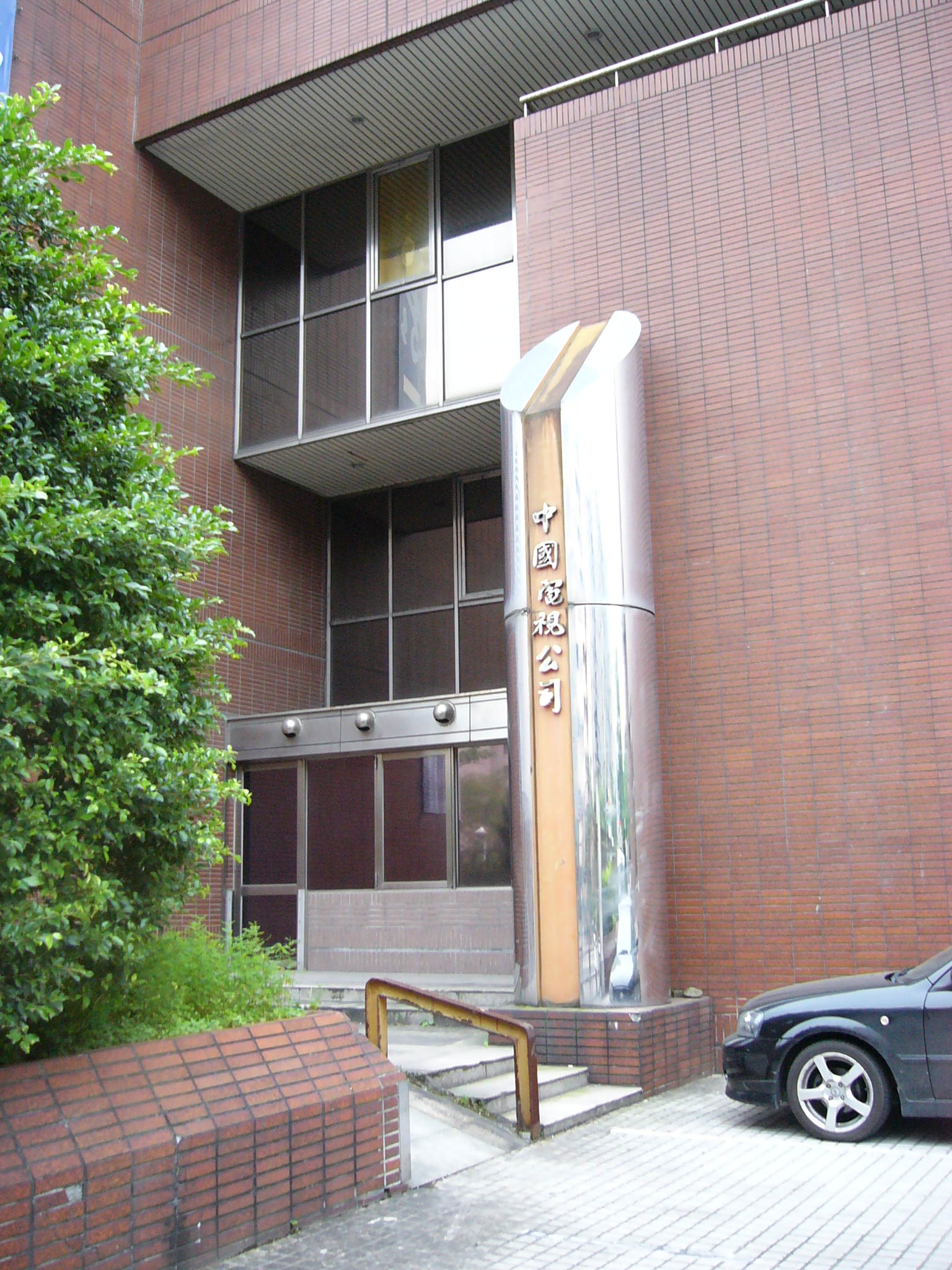
已封閉的中視大樓四樓專屬入口 拍攝於2010年4月26日
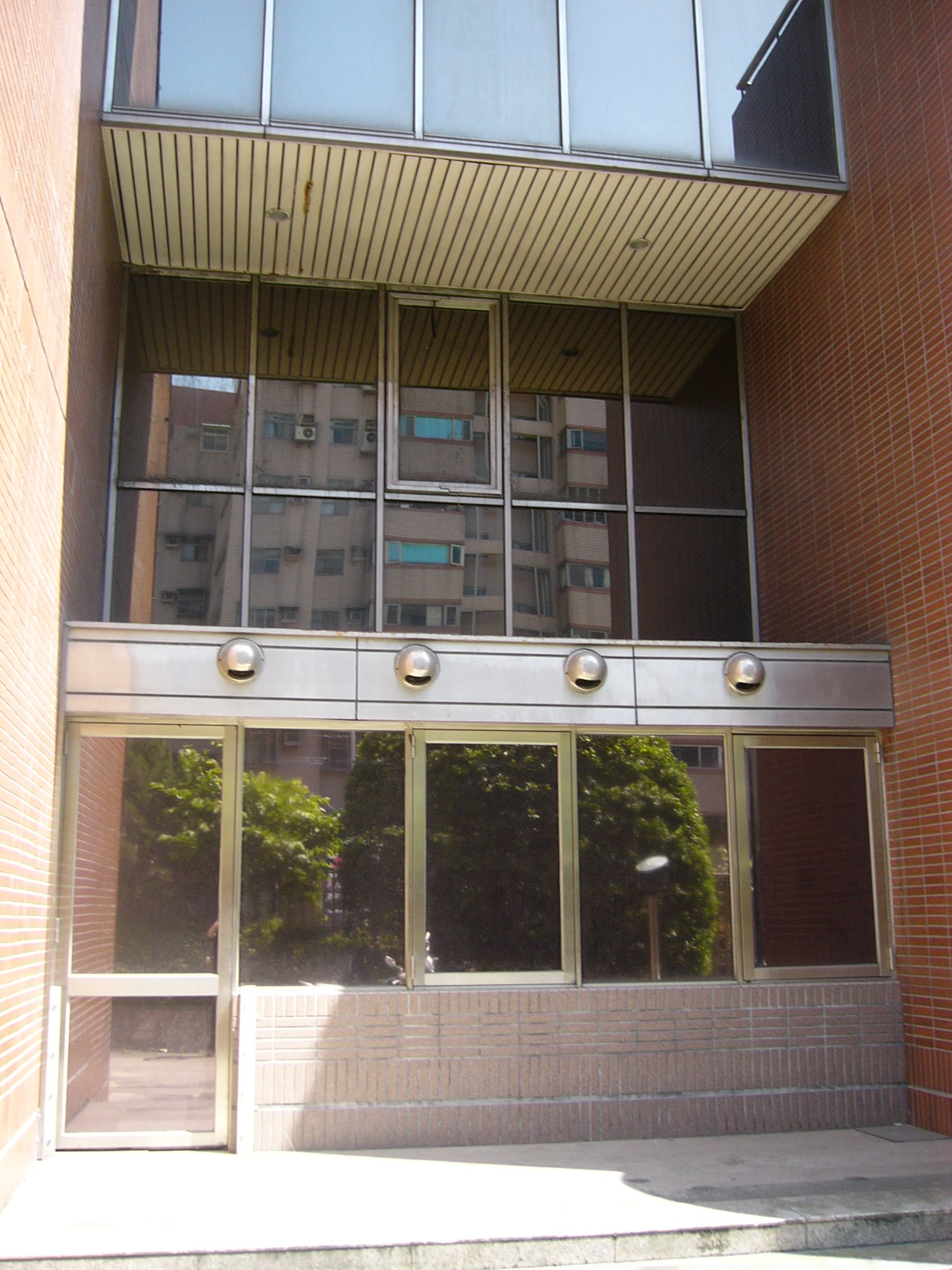
中視大樓四樓專屬出入口近照 拍攝於2010年5月31日
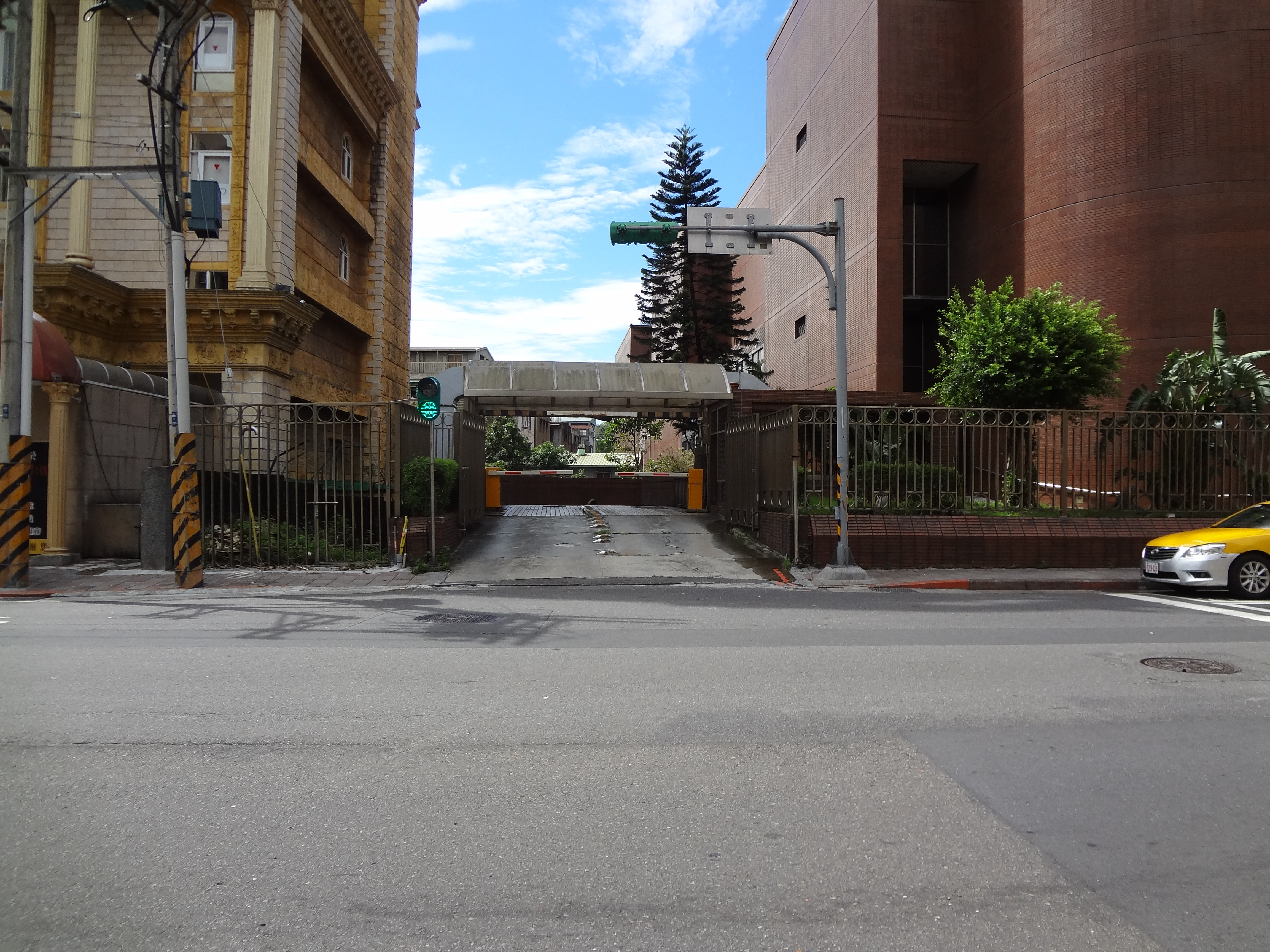
中視大樓地下停車場入口 拍攝於2015年8月15日
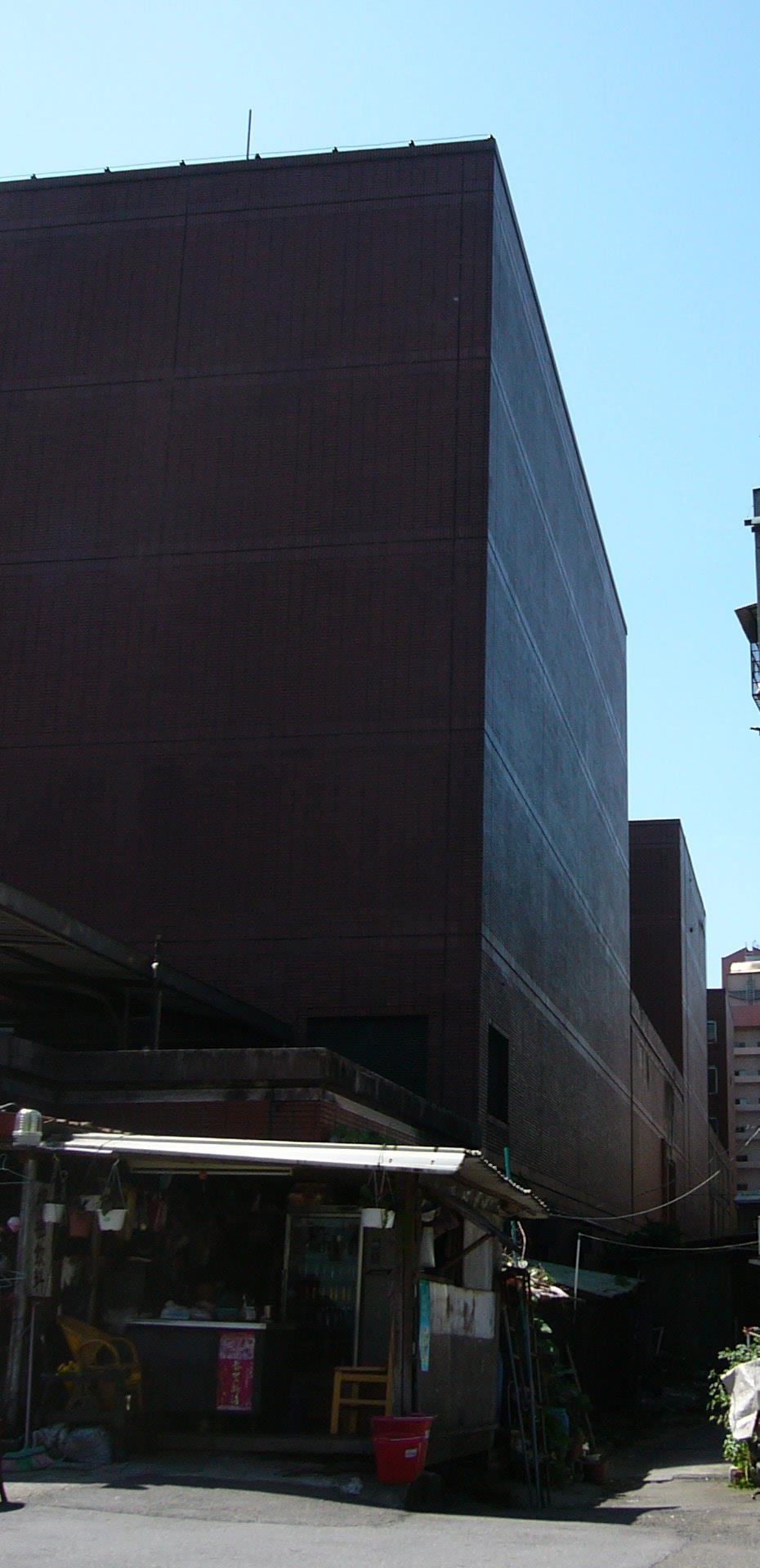
從中視大樓後方拍攝中視大樓左側外牆 拍攝於2010年5月31日
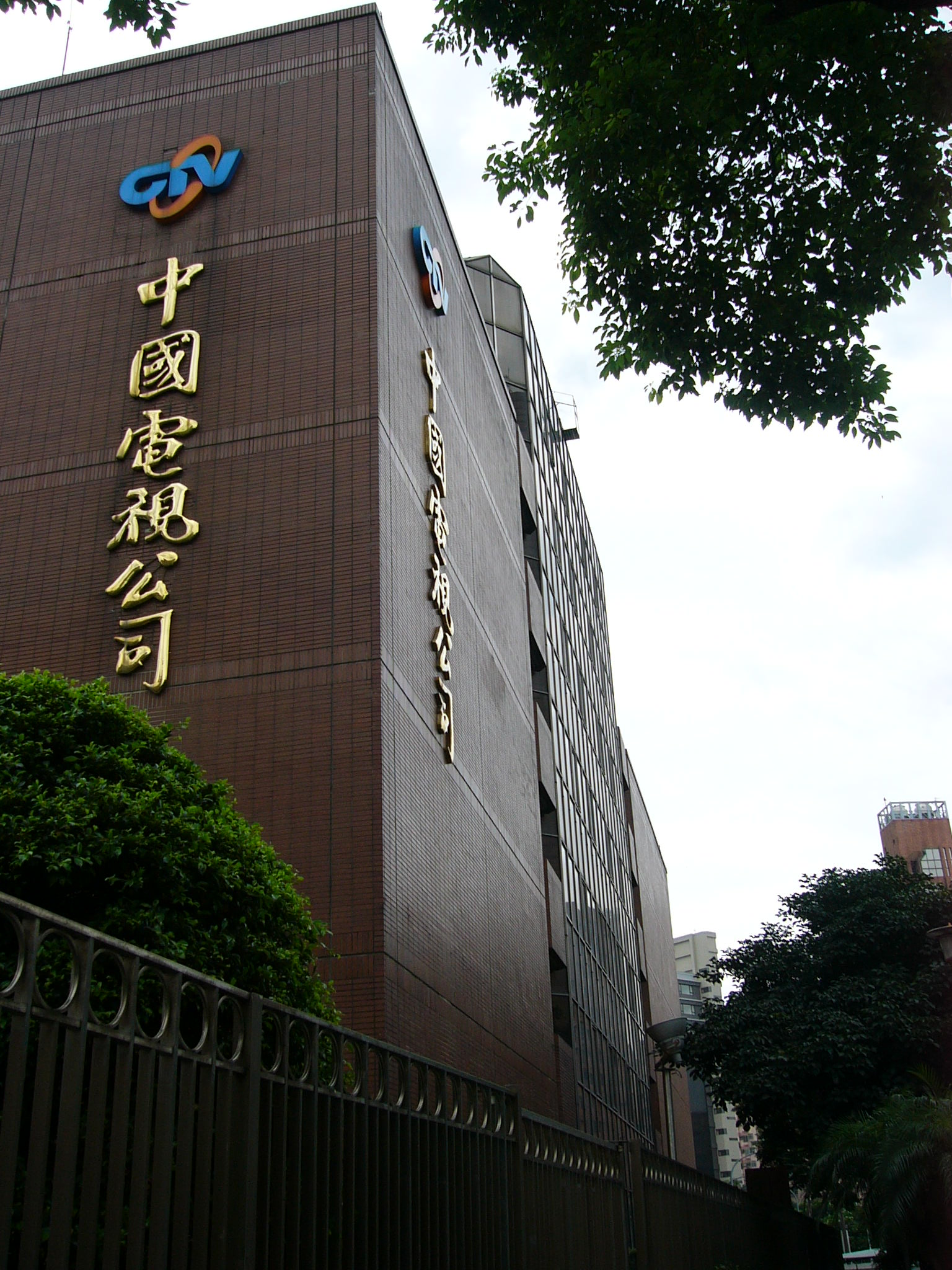
中視大樓右側外牆 拍攝於2010年6月23日
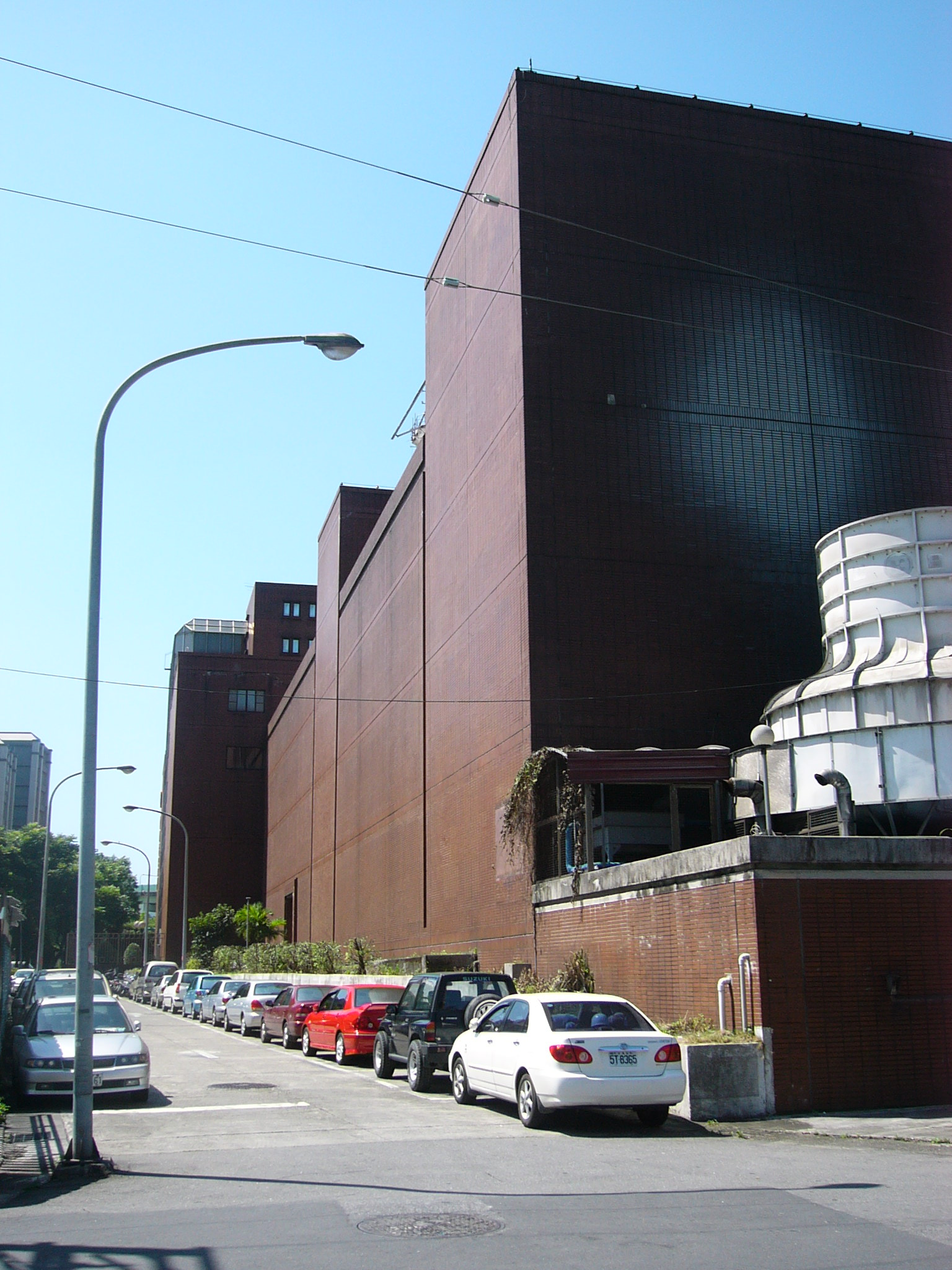
從中視大樓後方拍攝中視大樓右側外牆 拍攝於2010年5月31日
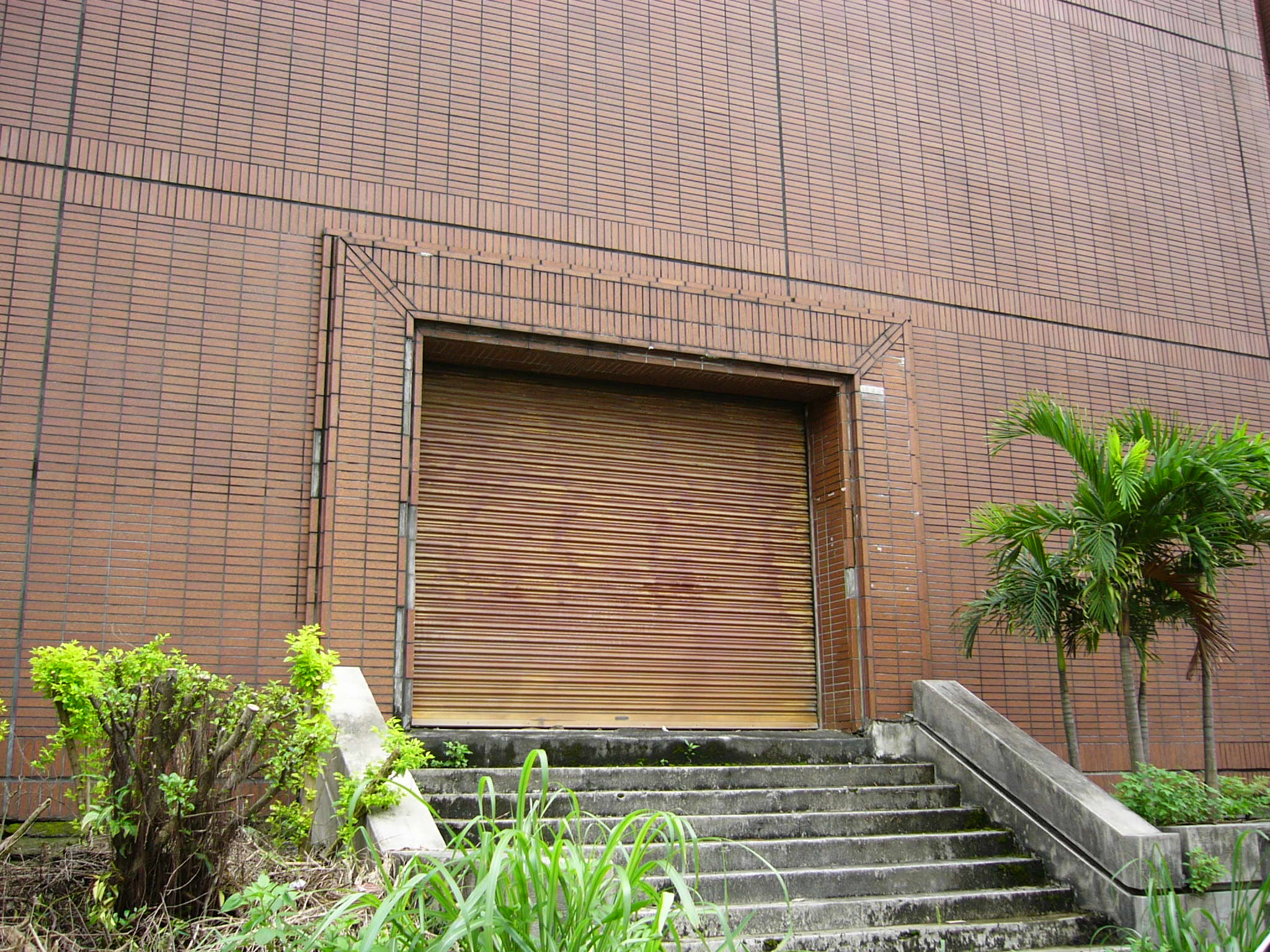
中視大樓右側外牆設置的佈景專用門 拍攝於2010年6月23日
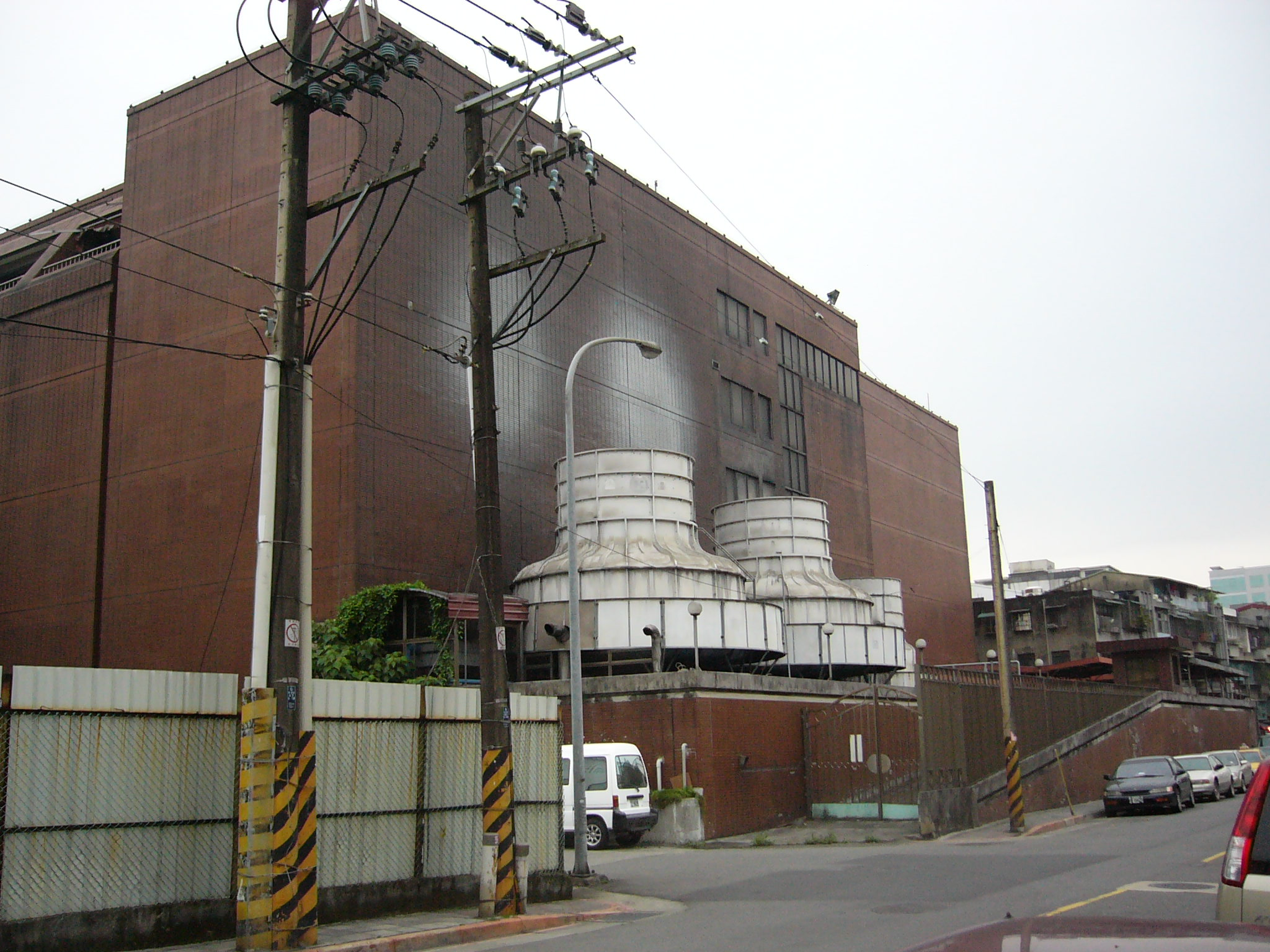
中視大樓後端外觀，從斜坡上去所到的平台是停車場 拍攝於2010年4月26日
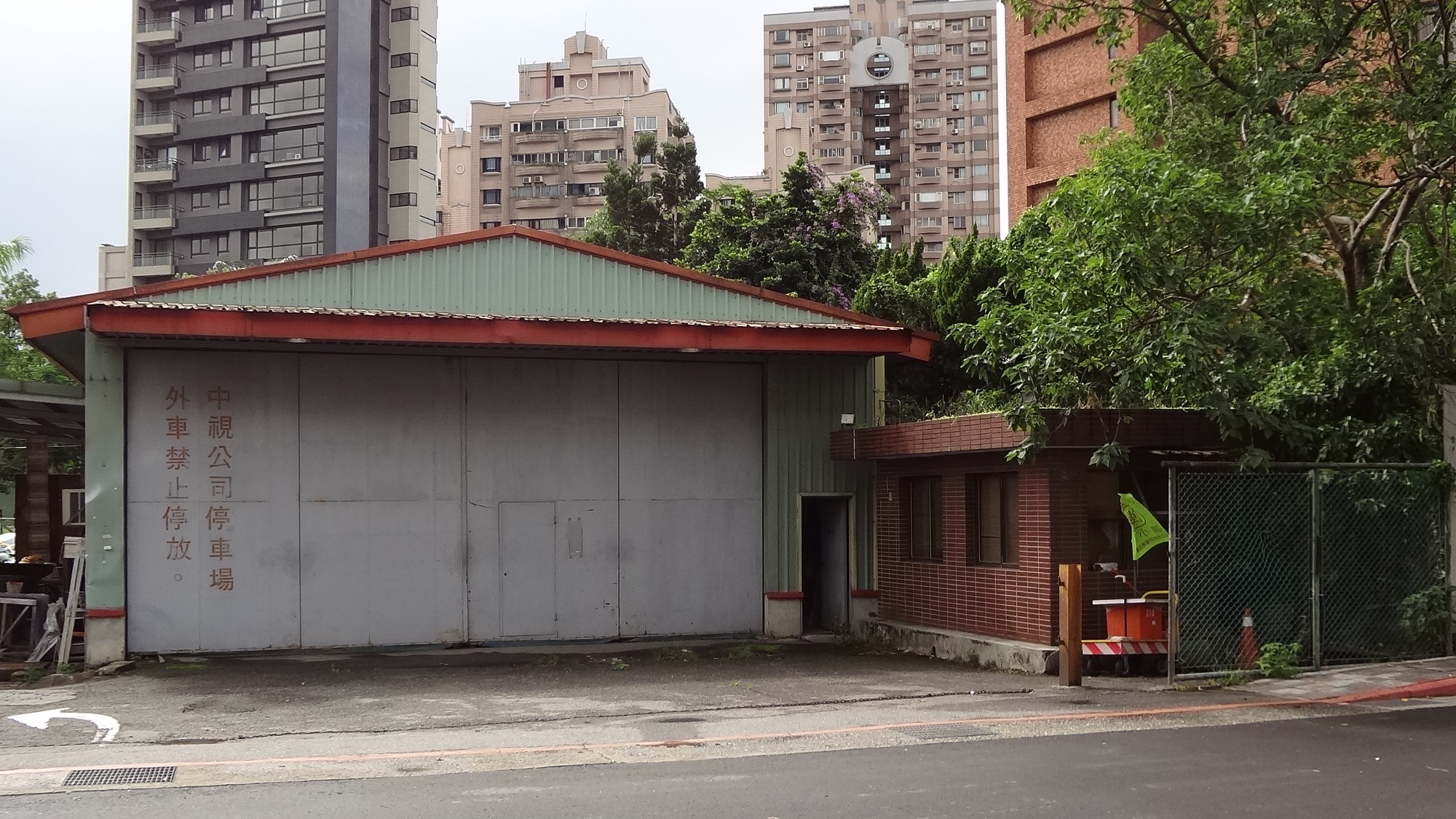
位於中視大樓後方的中視專用停車場 拍攝於2013年9月23日
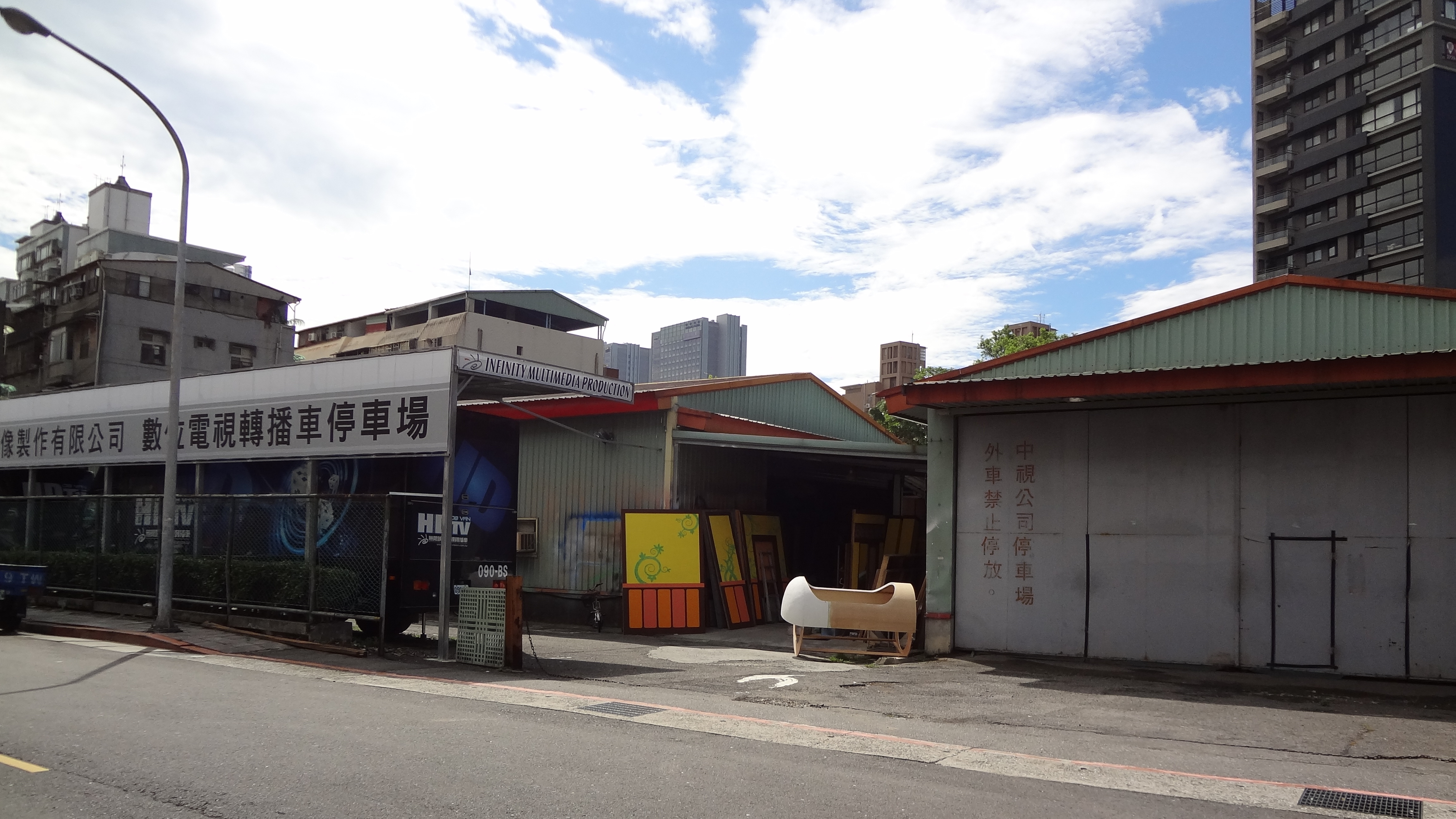
位於中視大樓後方的製景廠與中視專用停車場 拍攝於2015年8月15日
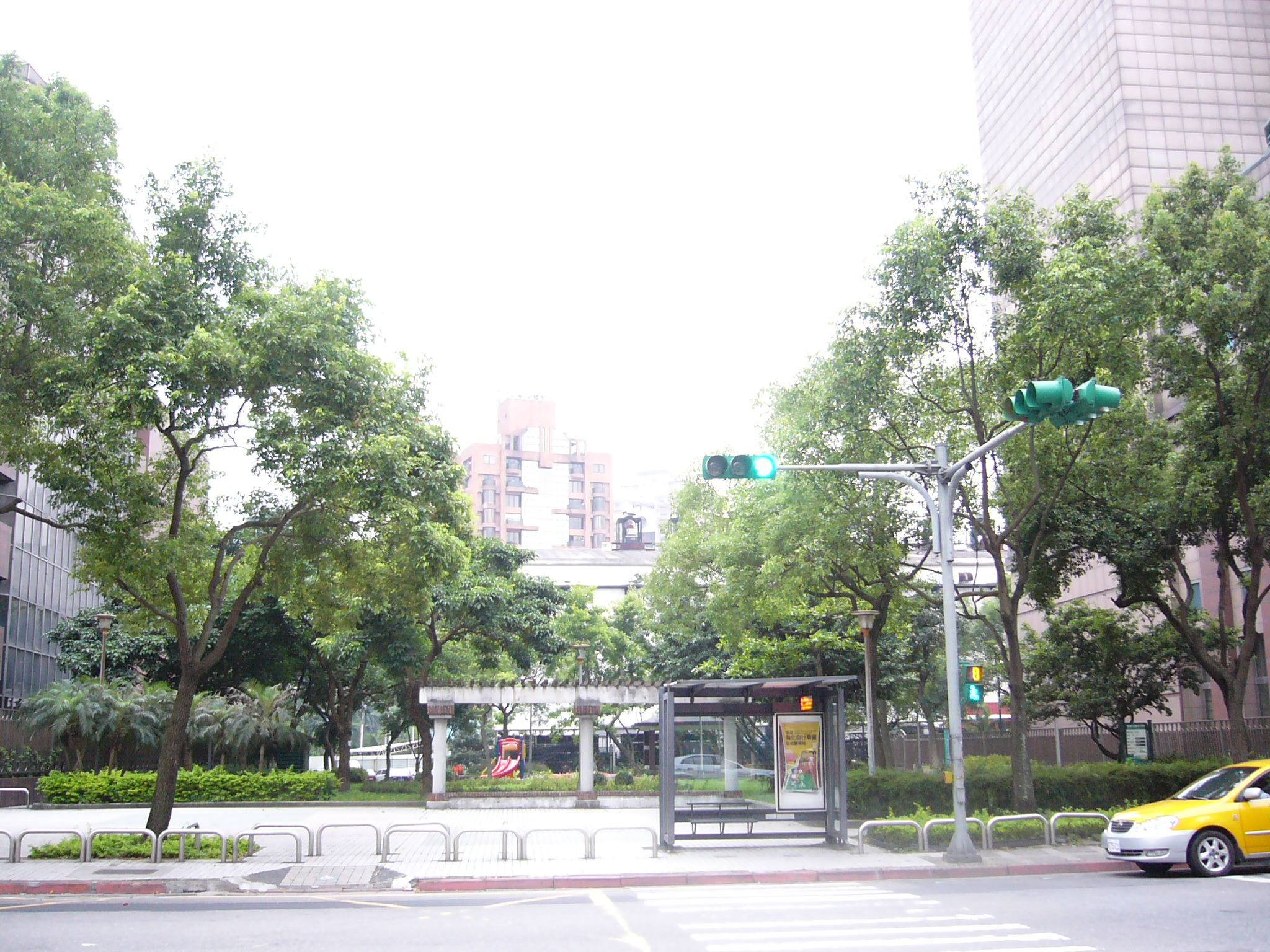
位於中視大樓與中視第二大樓之間的重陽公園 拍攝於2010年4月26日

## 軼事
丁達民在設計中視大樓之前，偶然結識當時中央電影公司（中影）總經理梅長齡，獲梅長齡邀請參加高雄市「壽星大樓」設計圖比圖；壽星大樓比圖後，梅長齡高度肯定丁達民，丁達民開始隨著梅長齡轉換職務而擔任中影顧問、中視顧問。中視購地作為中視大樓建築用地以後，已轉任中視總經理的梅長齡推薦丁達民參加中視大樓內部建築設計的溝通會議，並邀請丁達民參加中視大樓設計圖比圖。丁達民取得中視大樓設計權後，梅長齡以中視公費資助丁達民組成訪問團赴全球各國考察電視台建築，許多股東極力反對，梅長齡獨排眾議使訪問團得以成行。中視大樓破土動工的第三天，梅長齡因癌症病逝於台北榮民總醫院。
1990年代初期，中視每日開播晨間節目，會打出以中視大樓正面全景為主體的靜態圖卡顯示中視類比電視頻道表。靜態圖卡以中視大樓右前方全景為背景，中央以黃色黑體疊印中視類比電視頻道表，下方以黃色疊印孫中山楷書體「中國電視公司」六字，無背景音樂，搭配中視女播音員旁白：「早安。一日之計在於晨。中國電視公司，現在開始播映晨間節目，歡迎觀賞，並祝您有個美好的一天。」
中視大樓曾經被用作中視一些八點檔連續劇的場景：在《媽媽·吉利·小叮噹》片頭中，中視大樓一樓大廳入鏡；在《財神爺報到》中，中視大樓正面外牆釘掛的中視第三代商標被片頭電腦特效「點石成金」，希漢（安迪飾）與李旦旦（馬宗飾）在外用餐的餐廳是中視大樓餐廳；在《愛在他鄉》中，程威（寇世勳飾）與李秀中（鄭裕玲飾）在美國一家餐廳大門外擺攤賣便當，餐廳大門是中視大樓大門；在《青梅竹馬》（2009年版）第二代片頭中，中視大樓一樓大廳入鏡。
臺灣電視公司（台視）綜藝節目《龍兄虎弟》，在黃安、徐乃麟主持期間的第二代開場動畫，是先走出一隻仿哥斯拉的怪獸踩扁中視大樓，然後飛出一隻仿摩斯拉的怪獸吐出火焰焚燒中華電視公司（華視）電視製作大樓，象徵意圖奪下同時段節目收視率第一名，最後帶出「龍兄虎弟」四字。
中視綜藝節目《紅白勝利》，在徐乃麟、董至成、曾國城主持期間，曾租用流动式起重机，在中視大樓大門對面空地（現為住宅大樓群）玩反高空彈跳。